# NGC 378
NGC 378 (również PGC 3907) – galaktyka spiralna z poprzeczką (SBc), znajdująca się w gwiazdozbiorze Rzeźbiarza. Odkrył ją John Herschel 28 września 1834 roku.